# Тхана (округ)
Тхана (маратхи ठाणे जिल्हा; англ. Thane) — округ в индийском штате Махараштра. Образован в 1833 году. Административный центр — город Тхана, другие крупные города — Кальян, Нави Мумбаи, Бхиванди, Мира-Бхаяндар, Улхаснагар, Наласопара, Вирар, Навгхар и Бадлапур. Площадь округа — 9558 км². По данным всеиндийской переписи 2001 года население округа составляло 8 131 849 человек. Уровень грамотности взрослого населения составлял 80,7 %, что значительно выше среднеиндийского уровня (59,5 %). Доля городского населения составляла 72,6 %.